# Henri Antchouet
Henri Antchouet est un footballeur gabonais né le 2 août 1979 à Libreville. International gabonais (46 sélections, 15 buts) depuis 1999. Henri Antchouet a été suspendu 2 ans pour dopage. Il sera de retour à la compétition en juin 2009.

## Carrière
- 1998-1999 : 105 Libreville  Gabon
- 2000-2000 : Canon Yaoundé  Cameroun
- 2000-2002 : Leixões SC  Portugal
- 2002-2005 : CF Belenenses  Portugal
- 2005-2005 : Deportivo Alavés  Espagne
- 2005-2006 : Vitoria Guimarães  Portugal
- 2006-2006 : Al-Shabab Riyad  Arabie saoudite
- 2006-2007 : AEL Larissa  Grèce
- 2009-2010 : GD Estoril-Praia  Portugal
- 2010-2011 : Moreirense FC  Portugal[1]